# سسک نیزار نوک‌دراز
سسک نیزار نوک‌دراز (نام علمی: Acrocephalus longirostris) نام یک گونه منقرض‌شده از سرده سسک‌های نیزار است.